# 青木千佳
青木千佳（日语：／ Aoki Chika，1990年2月21日—），日本女子击剑运动员，主攻佩剑，2018年亚洲运动会女子佩剑团体铜牌得主、2019年亚洲击剑锦标赛女子佩剑团体铜牌得主。